# Высотный (Ленинградский район)
Высотный — посёлок в Ленинградском районе Краснодарского края Российской Федерации.
Входит в состав Образцового сельского поселения.

## География

### Улицы
- ул. Веселая
- ул. Восточная,
- ул. Короткая,
- ул. Центральная.

## Население
| 2002 | 2010 |
| ---- | ---- |
| 81   | ↘12  |